# Иларион (Григорович)
Епи́скоп Иларио́н Григоро́вич (20 [30] декабря 1696, Сосница — 3 [14] декабря 1759, Москва) — епископ Русской православной церкви, епископ Крутицкий (Сарский и Подонский).
Местночтимый святой Украинской Православной Церкви, Тульской и Брянской епархий Русской православной церкви.

## Биография
Родился 20 декабря 1696 года в городе Соснице (ныне Черниговская область Украины).
Окончил Киевскую духовную академию. В 1721 году пострижен в монашество в Киевском Братском монастыре и определён учителем в Киевской академии.
В 1726 году рукоположён в сан иеромонаха и стал префектом Харьковского коллегиума, был преподавателем риторики и философии и проповедником.
29 июня 1733 года возведён в сан архимандрита и назначен настоятелем Святогорского монастыря Белгородской епархии, откуда переведён в Никольский монастырь города Белгорода.
В 1740 году перемещён в монастырь Саввы Сторожевского (Московская епархия).
В 1743 году переведён в Московский Чудов монастырь.
С 17 декабря 1744 года — архимандрит Воскресенского Ново-Иерусалимского монастыря.
До 1747 года определением Святейшего Синода находился при исправлении славянской Библии, которая выйдет из печати в 1751 году (Елизаветинская Библия).
С 15 марта 1748 года — член Святейшего Синода.
22 мая 1748 года хиротонисан во епископа Крутицкого (Сарского и Подонского).
Епископ Иларион 12 лет управлял Крутицкой епархией и считался одним из самых замечательных архипастырей за все годы, предшествовавшие его святительству на Крутицах. Оставил память в народе как человек богоугодной жизни, его почитали святым.
С 14 июня 1754 года по 25 января 1758 года временно управлял Московской епархией.
Скончался 3 декабря 1760 года. Погребён в усыпальнице, под придельным храмом прежнего Крутицкого архиерейского дома.

## Канонизация
22 сентября 1988 года прославлен как местночтимый святой Тульской епархии, имя святителя включено в собор святых и подвижников благочестия в земле Тульской просиявших (день памяти — 22 сентября (5 октября)).
8 мая 2008 года определением Священного синода Украинской православной церкви принято решение о местной канонизации подвижника в Донецкой епархии, в Соборе Святогорских святых (день памяти — 11 (24) сентября).
Чин прославления подвижника состоялся во время визита в Святогорскую лавру 12 июля 2008 года предстоятеля Украинской православной церкви митрополита Киевского и всея Украины Владимира, в Свято-Успенском соборе лавры.
В 2008 году включён также в Собор Брянских святых (день памяти — 20 сентября (3 октября)).

## Сочинения
- Слово в неделю шестую по Пасхе. М., 1742.
- Слово на новый год. М., 1747.
- Слово на тезоименитство имп. Елизаветы Петровны. М., 1748.